# Andropogon kilmandscharicus
Andropogon kilmandscharicus är en gräsart som beskrevs av Pilg.. Andropogon kilmandscharicus ingår i släktet Andropogon och familjen gräs.
Artens utbredningsområde är Tanzania. Inga underarter finns listade i Catalogue of Life.